# Сесілія Шведська

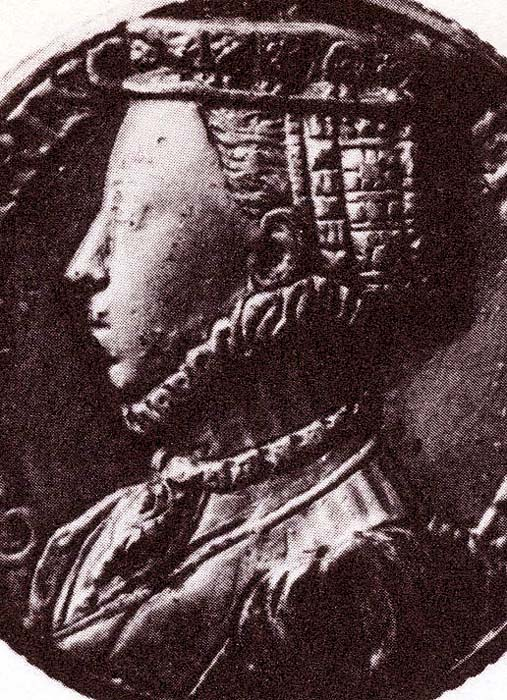
Принцеса Сесілія Швеція

Сесілія Шведська (швед. Cecilia Gustavsdotter Vasa) (16 листопада 1540, Стокгольм — 27 січня 1627, Брюссель) — принцеса Швеції як донька короля Густава I та його другої дружини Маргарити Лейонхуфвуд. Сесілія стала маркграфинею Баденською як дружина Христофора II, маркграфа Баден-Родемахерна. Вона найвідоміша дочка Густава I, її згадують у контексті скандалу про залицяння у зв'язку з весіллям сестри і тривале перебування в Англії за правління Єлизавети I, де народилася її перша дитина.

## Біографія

### Раннє життя
Сесілію описували як найкрасивішу з дочок Густава I. Через скандали, в які вона була замішана, іноді її називають «чорною вівцею». У ранньому дитинстві вона, а також її брати і сестри в королівському дворі, перебували в основному під опікою довіреної опікунки своєї матері Брігітти Ларс Андерсонс, двоюрідної сестри її матері леді Маргарети та знатної вдови Інгрід Амундсдоттер. Після смерті матері в 1551 році вона, а також її брати і сестри були передані під опіку Крістіни Ґілленстієрни, а потім до її тітки Бріти і Марти Лейонгуфвуд до одруження її батька з Катаріною Стенбок. Тоді вони перейшли під відповідальність мачухи, а точніше, її фрейліни Анни Гоґенскільд.
У 1556 році вона та її сестри отримали придане у 100 000 далерів, а також намальовані портрети та описи латинською мовою від придворного поета Генріка Моллера, за допомогою яких принцеси були представлені на ринку династичних шлюбів. Того ж року її батько запропонував Східній Фризії торговий договір і шлюбний союз. Східна Фризія була обрана тому, що вона була стратегічно розташована проти Данії, а також тому, що кальвіністичний Емден був суперником Любека, і договір міг порушити панування Ганзейської ліги в Швеції. У 1557 році торгову угоду було укладено, а в 1558 році Едзард відвідав Швецію, щоб зустрітися з Сесілією та її сестрою Катариною Вазою і обрати одну з них для укладення шлюбної угоди. Едзард вибрав Катарину.
Весілля Катарини та Едзарда відбулося в Стокгольмі 1 жовтня 1559 року. У листопаді Кетаріна і Едзард виїхали до Східної Фризії. Під час їхньої подорожі через Швецію їх супроводжували Сесілія та брат Едзарда, Йоган II Остфрісландський. Під час перебування в резиденції принца Магнуса в замку Вадстена по дорозі вибухнув великий скандал, коли Йогана виявили в кімнаті Сесілії без штанів. Скандал був відомий під назвою Vadstenabullret (Грім Вадстена). Король не хотів дозволити Сесілії мандрувати далі, оскільки в той час між нею та Георгом Йоганом з Палатинського Вельденца велися переговори про шлюб, і попросив її повернутися раніше: він також попросив Катарину та Едзарда залишитися в Швеції на зиму, тому він попросив Магнуса відкласти їх від'їзд.
Кілька ночей поспіль охоронці палацу спостерігали за чоловіком, який залазив у вікно спальні Сесілії. Після того, як це сталося чотири рази поспіль, вони повідомили її брату принцу Еріку, який попросив свого брата Магнуса і його придворних поради. Вони вирішили тримати вікно Сесілії під охороною, щоб чоловік, про якого йшлося, не міг заперечити, якщо його спіймають. Коли те саме сталося в ніч з 13 на 14 грудня, Ерік послав Шарля де Морне з кількома охоронцями, щоб заарештувати чоловіка, і коли вони увійшли в спальню Сесілії, вони знайшли брата нареченого, Йогана II Остфрисландського, у спальні Сесілії без будь-яких штанів. Ерік ув'язнив Йогана, провів допити, а потім відправив його до короля, який ув'язнив його в замку Орбіхус. 17 грудня Катаріну і Едзарда відправили у замок Вестерос і взяли під домашній арешт, а Еріка і Сесілію відкликали до Стокгольма.
Сесілія звинуватила свого батька в тому, що він побив її та обірвав їй волосся. Кажуть, що король плакав, коли розповідав цю історію своїй дружині. Він звинуватив Катаріну та Еріка в тому, що вони не стримали Сесілію. Він також заарештував Шарля де Морне та дорікнув Еріку за те, що він спричинив скандал своїм способом розв'язування всієї справи, не розглянувши її таємно, а натомість викрив її публічно. Катарині дозволили побачитися з королем у червні 1560 року: вона виступала посередницею і намагалася здійснити звільнення Йогана, її та свого чоловіка, протестувала проти конфіскації коштовностей Сесилії і попросила королеву, Катерину Стенбок, її підримати. Мати Йогана змусила кілька іноземних держав відправити послів до Швеції, щоб вони виступали за звільнення сина. Ерік запропонував, щоб Сесілія та Йоган були змушені одружитися один з одним, але королю не сподобалася ця ідея, і невідомо, чи була пропозиція колись представлена їм двом. Влітку 1560 року Йоган був звільнений після того, як був змушений присягнути перед монархом і королівською радою, що між ним і Сесілією не відбувалося нічого сексуального. Брати Сесілії відштампували монету, на якій була зображена Сусанна у ванні, що вказує на те, що вона така ж невинна, як і легендарна Сусанна з Біблії.
У 1563 році Ерік XIV виявив, що Сесілія та її сестра влаштовують вечірку в своїх кімнатах посеред ночі. Це призвело до суперечки між Сесілією та Еріком. Вважається, що саме через цей інцидент, а також через скандал з Вадстеною, Ерік видав новий протокол для королівського двору, згідно з яким його сестри мали бути під більш суворим наглядом, щоб запобігти завданню шкоди своїй репутації, наприклад, виходити з палацу вночі або рано вранці або приймати гостей вночі чи листи без дозволу. Особливо це стосувалося Сесілії, оскільки Ерік звинуватив її у спілкуванні з сумнівними людьми. Правила також забороняли принцесам приймати молитви і втручатися в політику від їхнього імені або будь-яким чином втручатися у державні справи: того ж року Сесілія, Анна і Софія надіслали Еріку лист протесту щодо його ув'язнення їхнього брата Югана. На що король відреагував дуже негативно. Сесілія відкрито протестувала проти цих правил.
Сесілія та її сестра Анна давно мали бути одруженими з Людовиком Палатин-Зіммернським, Георгом Йоганом Палатин-Вельденським або Поппо з Геннеберга. Метою було пов'язати династію Ваза з більш впливовими німецькими родинами. Переговори з Георгом Йоганом були просунуті, коли він вибрав Анну замість неї після скандалу у Вадстені. У 1561 році граф Арундел виявив бажання на ній одружитися. Вона була готова погодитися, але Ерік, здається, не приділяв цьому особливої уваги. У 1562 році її руку попрохав польський магнат граф Йоган Тенчинський. Ідея сподобалася Еріку, і, за словами Сесілії, він змусив її погодитися, але плани не здійснилися.
Сесілія вийшла заміж за Христофора II, маркграфа Баден-Родемахерна (1537—1575), у червні 1564 року в Стокгольмі. Зазначається, що весілля було набагато менш розкішним, ніж весілля її сестри Анни, і, схоже, відбулося без особливих переговорів: перший контракт було підписано ще в березні того ж року. Схоже, що за шлюбом не було жодної політичної мети.

### Англійська подорож
Відразу після весілля Сесілія вирушила до Англії з офіційним державним візитом. Вона прибула восени 1565 року, пройшовши близько 400 миль по воді та 750 миль по льоду та снігу. Сесілія вела листування з Елізабет протягом кількох років і, схоже, відчувала захоплення нею на особистому рівні. Вона успішно попросила Єлизавету про запрошення до Англії вже в 1562 році і навчилася розмовляти англійською від англійців у Швеції. Сесілія подорожувала до Англії через Естонію, Пруссію, Польщу та Німеччину (не відвідавши дім свого чоловіка) до Антверпена в Іспанських Нідерландах. Перед від'їздом їй вдалося зустріти свого ув'язненого брата Югана, і коли вона прибула до шведської Естонії, Ерік попросив свого губернатора в Ревелі тримати її під наглядом, оскільки він підозрював, що вона більш лояльна до їхнього брата Югана, ніж до нього. У герцогстві Пруссія вона успішно попросила герцога співпрацювати з данським монархом, щоб звільнити її брата Югана. Вважається, що під час перебування зі своєю сестрою Катаріною у Східній Фризії вона обговорювала ув'язнення Югана, оскільки Катаріна незабаром після цього надіслала Еріку лютого листа про його ув'язнення Югана.
Сесілія виїхала до Англії з Кале у вересні 1565 року. Для прожиття їй дали Бедфорд-Гаус в Лондоні. Там її зустріла графиня Сассекська і дружина Вільяма Сесіла. Після кількох днів відпочинку Сесілія офіційно прибула до Лондона 11 вересня, одягнена в чорний оксамит, оброблений сріблом, і в оточенні своїх фрейлінь, одягнених у червоне. Після цього Єлизавета відвідала Сесілію в Бедфорд-Гаусі. За словами посла Іспанії в Англії, Сесілія та Єлизавета дуже добре порозумілися. Вони відвідували разом весілля та обіди, на Різдво 1565 року Сесілія причащалася відразу після Єлизавети, а її чоловік отримував надбавку до тих пір, поки він дозволяв Сесілії залишитися в Англії. Там вона народила свою першу дитину, Едварда, якого віднесла на хрестини до Єлизавети. Однією з її фрейлін була Гелена Снакенборг (пізніше маркиза Нортгемптона), яка мала залишитися при англійському дворі, коли Сесілія виїхала в травні 1566 року.
Візит Сесилії до Англії був частиною спроби переконати королеву Єлизавету I вийти заміж за її зведеного брата, короля Еріка XIV. Вона також мала завербувати англійських піратів для нападу на ворожі данські, німецькі та польські кораблі в Балтійському морі. У січні 1566 року Ерік також дав їй завдання вести переговори про союз між Швецією та Англією, щоб допомогти Швеції в її спробі встановити мир у війні між Швецією та Данією. Існують суперечливі відомості про те, як вона вела ці переговори. Що стосується питання про шлюб, то деякі повідомлення стверджують, що вона намагалася пройти через графа Лестера. Однак Сесілія мала свій план, а також намагалася змусити Єлизавету втрутитися у справу ув'язнення свого брата Джона, і в жовтні Єлизавета написала Еріку і попросила його звільнити Югана. Вона підтримала контакт із герцогом Прусським щодо її спроб звільнити Югана. Вона також була в тісному контакті з іспанським послом при англійському дворі, оскільки землі її чоловіка частково були розміщені в іспанському Люксембурзі.
Відносини між Сесілією та Єлизаветою були зіпсовані через тісний контакт Сесілії з послом Іспанії та через скандали, викликані її боргами. Сесілія отримала величезні борги через стиль, який вона вважала необхідним для життя відповідно до її статусу при дворі. У листопаді 1566 року її чоловік був змушений виїхати до Німеччини, намагаючись позичити для неї гроші. Її найбільшими кредиторами були Джордж Норт і Джон Даймонд (також званий Димоч): вона також використовувала лікаря Корнеліуса Альнетана, який позичав її гроші і закладав для неї речі. Алнетан був раніше вигнаний з суду Єлизавети за спробу переконати її, що він може робити золото, і Єлизавета ув'язнила його після того, як він порушив її наказ не мати нічого спільного з Сесилією. У березні Крістофер таємно повернувся до Англії і намагався викрасти Сесілію у її кредиторів, але кредитори його виявили та посадили у в'язницю. Єлизавета звільнила його, але це, безумовно, поклало край дружбі між Сесілією та королевою. У квітні 1566 року Сесілія заклала свої коштовності та гардероб, щоб профінансувати їхню подорож до Бадена. У Дуврі, однак, їх зупинили, і більшу частину їхнього багажу конфіскували на користь їхніх кредиторів Норта і Даймонда. Проте було конфісковано не тільки багаж Сесілії та Крістофера, а й багаж шведських фрейлінь Сесілії (у яких не було боргів), а Сесілія та її придворні вважали себе пограбованими. У цей момент вона була вагітна, і коли вона нарешті дісталася Родемахерна (тепер Родемака), її син народився інвалідом, за що вона звинувачувала своїх кредиторів до кінця свого життя.

### Графиня Арбога
У серпні 1565 року Сесілія прибула до Баден-Родемахена, де пробула п'ять років. Релігійна війна в Нідерландах тривала, і війська герцога Альби рухалися по території її резиденції та окупували її землі, що спричинило її економічне лихо. У 1569 році друга половина Бадена, Баден-Баден, була успадкована неповнолітнім племінником її чоловіка і передана під владу його католицького родича Альбрехта V Баварського, який поводився з протестантами з жорстокістю. Сесілія написала своєму брату Югану III зі Швеції і заявила, що боїться за їхню безпеку, і попросила дозволу повернутися до Швеції.
Після їхнього прибуття в Кальмар у Швеції в 1571 році їй повідомили про прибуття англійського купця Джона Димоша (також званого Джоном Даймондом) з флотом із 50 кораблів. Це був її колишній кредитор, який конфіскував її майно замість боргів після її від'їзду. Сесілія отримала від Югана дозвіл заарештувати Димоша, чий флот був конфіскований — він мав відсидіти п'ять років у в'язниці. Незабаром Крістофер покинув Швецію, щоб виконати свою обіцянку, дану Югану в обмін на його дозвіл жити в Швеції: надати Швеції найманців під час війни з Московією. Він так і не повернувся.
В якості свого особистого феодального володіння у Швеції Сесілія отримала місто Арбога і назвала себе графинею Арбога. Сесілія мала повноваження керувати торговельною політикою та правовою системою та стежити за дотриманням королівських законів, а також керувала певними податками на імпорт та експорт. Серед доходів, отриманих від видобутку корисних копалин і сільського господарства. Сесілія також була активною в піратстві. Однією з її місій у Швеції було нарешті виплатити їй придане. Югаан III не міг собі цього дозволити. Сесілія отримала флот кораблів від Югана як частину її приданого, і вона використала цей флот для нападу на кораблі у Балтійському морі. Юган мав декілька ліцензій, виданих піратам на Балтійському морі, з дозволом нападати на кораблі на їхньому шляху до Московії, часто англійські та голландські, щоб порушити московську торгівлю під час війни між Швецією та Московією. Однак Сесілія також вступила в конфлікт з Юганом, оскільки вона порушила її дозвіл, також атакуючи кораблі дружніх країн, таких як данська, що створило напругу між Швецією та Данією.
Восени 1573 року була підготовлена змова Морнея щодо вбивства Югана III. Організацію вів Шарль де Морне, який контактував з Крістіною Данською і послом Франції в Копенгагені Шарлем Данке. Юган III мав бути вбитий під час танцю з мечами, який виконували шотландські найманці на вечірці, яка мала бути влаштована в жовтні того ж року перед тим, як шотландські найманці вирушать до Балтики. Після вбивства герцог Карл мав бути посаджений на трон. Шарль де Морне, який раніше був фаворитом Еріка XIV, пообіцяв, що знає місцезнаходження нібито прихованого золотого запасу Еріка, який він розкриє після перевороту в обмін на кращі умови для Еріка у в'язниці. Однак змова не втілилася, бо на вечірці де Морне так і не наважився дати знак найманцям діяти. У вересні 1574 року змова була розкрита, і Шарль де Морне був заарештований, допитаний і страчений. Хто брав участь у змові, так і не стало зрозуміло. Однак зазначається, що підозрювані в змові Гоґенскільд Більке, Густав Банер і Понтус Де ла Гарді часто збиралися на зустрічі в квартирі принцеси Єлизавети, зустрічі, де принцесу Сесілію також часто бачили, а дві сестри та їхній брат Чарльз були дещо скомпрометовані, хоча їх ніколи не звинувачували. Схоже, Юган III підозрював її в підготовці повстання проти нього: у 1573 році він віддав наказ, щоб під час його відсутності Сесилію не пустили в Стокгольмський замок, а в 1574 році, після розкриття змови, він віддав накази до губернаторів Естерґетланда, щоб вони тримали Сесілію під наглядом і не дозволяли їй мати доступ до жодного королівського замку.
2 серпня 1575 року її відсутній чоловік Крістофер помер, і її неповнолітній син Едвард Фортунатус формально змінив його на посаді маркграфа Баден-Родемархерна, хоча й за його перебування у Швеції. Відповідно до шлюбного контракту, Сесілія була забезпечена правом бути регентом, якщо її син вийде на спадщину, будучи ще неповнолітнім. Однак після смерті Крістофера її колишні свекори конфіскували документи, які закріплювали її права, і взяли під контроль землі її приданого, а також правління над усім Баден-Родемахерном, офіційно як опікуни та регенти її сина. Коли в 1576 році Сесілія відправила представників до Бадена, щоб захистити свої права, їм було відмовлено, а її повноваження як регентки не були визнані. У цей час Єлизавета I Англійська чомусь запропонувала їй руку Роберта Дадлі, графа Лестера, але Сесілії порадив відмовитися від її брата, короля Швеції Іоанна III, що вона і зробила. Сесілія прийняла католицизм, щоб забезпечити собі та своїм синам права на володіння свого покійного чоловіка. Її навернення, ймовірно, відбулося у зв'язку з візитом папського легата Антоніо Поссевіно до Швеції в 1577 році.
Влітку 1578 року до Швеції прибув іспанський посол Франсіско де Еразо. Юган III хотів укласти союз з Іспанією, щоб запобігти втручанню Данії та Польщі у війну Швеції проти Московії. Він також бажав допомоги Іспанії, щоб захистити італійські землі, на які він мав право після своєї тещі Бони Сфорца. Юган III припустив, що Сесілія, будучи католичкою, могла стати губернаторкою однієї з іспанських земель у Європі, переважно Люксембургу. Сесілія запросила Еразо до Арбоги і повела з ним власні переговори. Вона підтримала плани зробити свого іспанського губернатора і запропонувала свій власний піратський флот для участі в іспанській війні в Нідерландах. Це викликало конфлікт з її братом-протестантом Карлом, який почав атакувати її флот своїм власним. Згідно з повідомленнями Ерасо, Сесілія була цінною інформаторкою для Іспанії. Коли переговори Юхана з Іспанією зазнали невдачі, він став підозрілим щодо відносин Сесілії з Еразо. Джон помістив Еразо під домашній арешт і заборонив йому будь-які контакти з Сесілією. Проте в ніч з 17 на 18 червня 1579 року Сесілія спробувала побачити Еразо. Пролунав тривожний сигнал, і Сесілія та її свита були схоплені охоронцем і приведені до Югана, що викликало чудову сцену між братами і сестрами. Невдовзі після цього Сесілія повернулася до Німеччини, а за нею був вигнаний Франсіско де Еразо.

### Баден

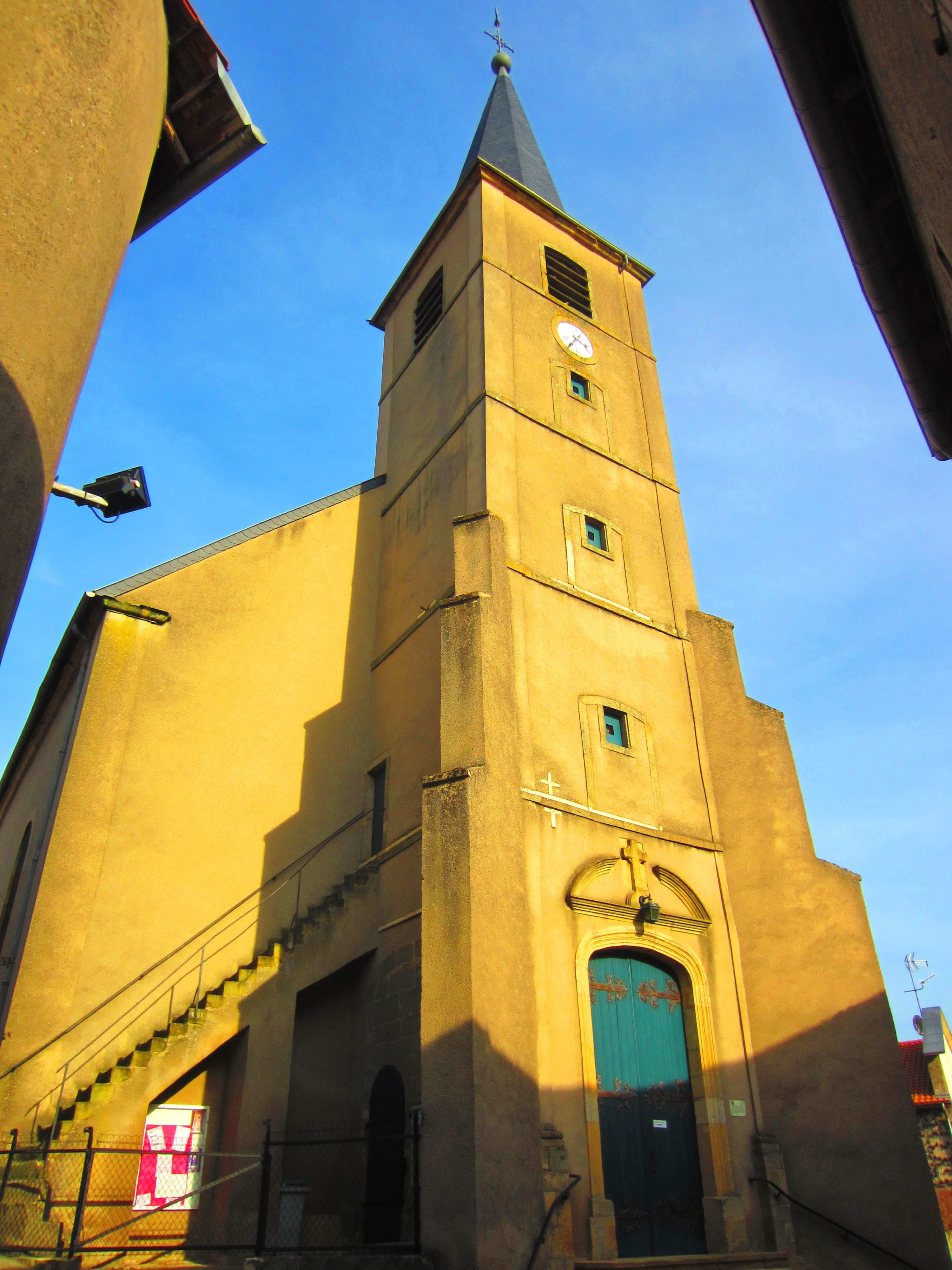
Церква Святого Миколая в Родемаку, Франція, де спочивають останки Сесилії.

Після повернення до Бадена в 1579 році Сесілія намагалася взяти під контроль свої землі приданого та Баден-Родемахен у родичів свого покійного чоловіка на ім'я свого сина. Франсіско де Еразо і Сесілія деякий час жили разом у Бадені, перш ніж Еразо продовжив свій шлях до Іспанії. За цей час вона народила доньку, що викликало скандал, оскільки на той момент вона вже чотири роки була вдовою. Доньку, батьком якої був Еразо, Едвард Фортунат помістив у монастир Літенталь проти волі Сесилії, і їй не дозволили бачити її знову до 1622 року: вона прийняла обітницю, будучи дорослою, і відома лише як її ім'я. монахиня Чарітас.
У боротьбі проти сім'ї покійної дружини її підтримували папський легат Антоніо Поссевіно, Еразо та Юган III: її інший брат Карл IX, однак, він порвав з нею після народження Чарітас. Вона також віддала своїх синів під опіку єзуїтів. Однак її союз з Іспанією врешті-решт змусив її втратити підтримку Югана, який у 1581 році відмовив їй повернутися до Швеції. Сесілія жила на дохід від свого шведського маєтку, але його було конфісковано Бганом у 1585 році після того, як вона виступала проти його шлюбу з Гуніллою Більке.
У 1588 році її син Едвард Фортунат взяв під контроль Баден-Родемахен. Він конфіскував землі приданого Сесілії, і як він, так і Сесілія склали величезні борги. Сесілія стала відомою амбасадоркою, коли під час постійних подорожей залицялася з різними католицькими впливовими особами від свого імені та імені свого сина в економічних і політичних питаннях. Це стало ще більш необхідним у 1596 році, коли її син був скинутий протестантською лінією династії Баденів після його нерівного шлюбу з Марією ван Ейкен у 1593 році. Її описують як талановиту амбасадорку з великим розумом і словесним талантом. Вона залицялася до свого племінника річпосполитського монарха, німецького римського імператора та Папи. Як маркграф у Священній Римській імперії, вона мала право на місце на емпіричному німецько-римському зібранні, яким вона також скористалася: у 1613 році вона виступила перед Імператорськими німецькими римськими зборами в Регенсбурзі на користь свого другого сина, який мав був ув'язнений протестантською лінією Бадена. Вона часто досягала успіху, оскільки забезпечувала сприятливі вироки на свою користь, але оскільки вироки не могли бути виконані, вони мали невелику практичну цінність. Сесілія була мішенню протестантської пропаганди через навернення до католицтва та політичну діяльність. Мабуть, найвідомішим наклепом на неї була історія Еверхарда ван Рейда: він стверджував, що вона влаштувала бордель в Антверпені, і що її син витягнув її з нього за волосся (1590). Її також порівнювали з імператрицею Мессаліною.
Сесілія жила в скрутному становищі, оскільки через відсутність доходів була змушена утримувати себе за рахунок кредитів, і тому її кредитори часто переслідували. У 1618 році, наприклад, її маєток було захоплено, і вона втекла на кареті, щоб зв'язатися з архієпископом Тріра в Люксембурзі: щоб уникнути переслідувачів, вона була з літературно покинула карету і втекла через кордон до Лотарингії. Проте з початком Тридцятилітньої війни протестантська лінія династії Баден була скинута імперською армією, а її онуку як католику було дозволено взяти під контроль усю територію Бадена. Таким чином Сесілія змогла повернутися до свого маєтку в Родемахені і провести свої останні роки в комфорті. Сесілія померла в дуже похилому для того часу віці і похована під підлогою в церкві в Родемаку.

## Діти
- Едвард Фортунат, маркграф Баден-Родемахерн (1565—1600)
- Крістоффер Густав Баден-Родемахерн (1566—1609)
- Філіп III, маркграф Баден-Родемахерн (1567—1620)
- Карл Баден-Родемахерн (1569—1590)
- Бернхард Баден-Родемахерн (1570—1571)
- Йоганн Карл з Баден-Родемахерна (1572—1599) у Ордені госпітальєрів
- Харітас Цецилія (1579—1629), позашлюбна дочка, поміщена в монастир.